# Enis Bunjaki
Enis Bunjaki (* 17. Oktober 1997 in Offenbach am Main) ist ein deutsch-kosovarischer Fußballspieler. Der Stürmer steht beim SC Hessen Dreieich unter Vertrag.

## Karriere

### Vereine
Bunjaki stammt aus der Jugend von Kickers Offenbach. Er wechselte 2011 in das Nachwuchsleistungszentrum von Eintracht Frankfurt. Dort stand er ab der Saison 2015/16 im Profikader, kam jedoch nie in der Bundesliga zum Einsatz. Ende Januar 2017 wurde sein Vertrag in Frankfurt aufgelöst und Bunjaki wechselte mit sofortiger Wirkung zum niederländischen Erstligisten FC Twente Enschede. Am 5. Februar 2017 debütierte Bunjaki bei der 0:2-Heimniederlage gegen Feyenoord Rotterdam in der Eredivisie. Nach Saisonende verließ er den Verein und war anschließend über ein Jahr vereinslos. Anschließend schloss sich Bunjaki dem Regionalligisten TSV Eintracht Stadtallendorf an. Im August 2019 wechselte er zum Oberligisten SC Hessen Dreieich.

### Nationalmannschaft
Bunjaki spielte am 25. Mai 2014 bei der 1:3-Niederlage gegen den Senegal einmal für die kosovarische A-Nationalmannschaft. Im November 2014 wurde er erstmals in die deutsche U18-Auswahl berufen und absolvierte innerhalb von fünf Tagen drei Spiele gegen die Niederlande (4:0, ein Tor), Tschechien (3:2) und die Türkei (1:1, ein Tor). Insgesamt kam er bis Mai 2015 siebenmal für die U18 zum Einsatz und erzielte vier Tore. Im Herbst 2015 spielte Bunjaki achtmal für die deutsche U19-Nationalmannschaft und traf fünfmal. Von September bis November 2016 wurde er dreimal in der U20-Auswahl eingesetzt.